# Telire (Talamanca)
Telire es un distrito del cantón de Talamanca, en la provincia de Limón, de Costa Rica.  Es el distrito más grande del país.

## Historia
Telire fue creado el 14 de abril de 2004 por medio de Decreto Ejecutivo 31772-G.

## Geografía
Telire cuenta con un área de 2208,3 km² y una altitud media de 70 m s. n. m.
La zona es parte del cuenca hidrográfica internacional del Sixaola, siendo sus principales afluentes el Telire,  Coen, Lari y Urión. La llanura donde se concentran las poblaciones más importantes (denominada usualmente Baja Talamanca) es de tipo aluvial, con frecuentes inundaciones a causa de las abundantes lluvias y al desbordamiento de los cursos de agua.  
Buena parte de su territorio consiste de territorios indígenas en las faldas de la Cordillera de Talamanca; de igual forma, incluye la vertiente caribeña del Parque internacional La Amistad y la parte costarricense de la  Reserva de la cordillera de Talamanca, ambas áreas compartidas con Panamá.
Algunas de las cimas más importantes de la mencionada cordillera se encuentran parcial o totalmente en Telire, como el Cerro Terbi (la tercera más alta del país, con 3760 m s. n. m.), el Cerro Kamuk (3554 m s. n. m.), el Cerro Durika (3280 m s. n. m.) y el Cerro Cabécar (2950 m s. n. m.).

## Demografía
Para el año 2022, Telire cuenta con una población estimada de 10 006 habitantes, y para el último censo efectuado, en 2011, Telire contaba con una población de 6240 habitantes.
A pesar de ser el distrito con la mayor área del país, su población es sumamente baja en términos relativos y absolutos, y posee la densidad demográfica más baja registrada en todos los distritos costarricenses (2,81 hab/km²).

## Localidades
- Cabecera: Amubri
- Poblados: Alto Cuen (Kjacka Bata), Alto Lari (Duriñak), Alto Urén, Arenal, Bajo Blei, Bajo Cuen, Boca Urén, Bris, Cachabli, China Kichá, Coroma, Croriña, Dururpe, Guachalaba, Katsi, Kichuguecha, Kivut, Mojoncito, Namuwakir, Orochico, Ourut, Purisquí, Purita, Rangalle, San José Cabecar, Sepeque, Shewab, Sipurio, Soky, Sorókicha, Suiri, Sukut, Surayo, Telire, Turubo, Turubokicha, Urén.